# Trstice
Trstice (maďarsky Nádszeg) jsou obec v okrese Galanta v Trnavském kraji na Slovensku. Nachází se v Podunajské nížině na jihozápadním Slovensku, mezi toky Malého Dunaje a Čierné vody. Žije zde přibližně 3 900 obyvatel.
V obci se nachází novogotický kostel svatého Štěpána z let 1903–1904. V Trsticích žijí především lidé maďarské národnosti, kteří tvoří více než 90 % obyvatelstva obce.

## Historie
První písemná zmínka o vsi pochází z roku 1608.  Do roku 1918 bylo území obce součástí Uherska. V důsledku první vídeňské arbitráže bylo v letech 1938 až 1945 součástí Maďarska.